# Герб села Оленьово
Герб Оленьового — один з офіційних символів села Оленьово, підпорядкованого Плосківській сільській раді Свалявського району Закарпатської області. Герб є промовистим.
Затверджений 30 червня 2008 року рішенням сесії сільської ради.
Автор проекту герба — Андрій Гречило.

## Опис
У  червоному полі стоїть золотий олень, з верхнього лівого кута (праворуч від глядача) виходить золоте сонце. 
Щит вписаний у еклектичний картуш, увінчаний золотою сільською короною з колосків.

## Зміст
На печатці сільської громади в XIX ст. фігурувало зображення оленя. Оскільки подібний мотив доволі часто зустрічається на гербах і печатках населених пунктів карпатського регіону, тому було запропоновано відновити символ села, доповнивши його зображенням сонця, і зробити його геральдичну реконструкцію відповідно до сучасних норм. Сонце відображає красу місцевої природи, а олень характеризує багатий тваринний світ.
Золота сільська корона з колосків означає населений пункт зі статусом села.